# 135 TCN
Năm 135 TCN là một năm trong lịch Julius. 

## Mất
- Thái hoàng thái hậu Đậu thị (205 TCN - 135 TCN). Bà là hoàng hậu duy nhất của Hán Văn Đế Lưu Hằng, mẫu thân của Hán Cảnh Đế Lưu Khải, và là bà nội của Hán Vũ Đế Lưu Triệt.